# Tây Mỗ
Tây Mỗ là một phường thuộc thành phố Hà Nội, Việt Nam.

## Địa lý
Phường Tây Mỗ có vị trí địa lý:
- Phía Đông tiếp giáp phường Đại Mỗ (ranh giới đi theo đường Sa Đôi)
- Phía Tây tiếp giáp xã An Khánh (ranh giới đi theo đường Hoàng Tùng)
- Phía Nam tiếp giáp phường Đại Mỗ, Dương Nội (ranh giới đi theo đường Nội - đường Phan Kế Toại kéo dài (quy hoạch) - đường Hữu Hưng)
- Phía Bắc tiếp giáp xã Sơn Đồng, các phường Xuân Phương, Từ Liêm (ranh giới đi theo đường cao tốc Láng - Hòa Lạc)

## Lịch sử
Trước đây, Tây Mỗ là một xã thuộc huyện Từ Liêm cũ, được thành lập vào ngày 19 tháng 2 năm 1964 trên cơ sở tách một phần diện tích và dân số của xã Hữu Hưng cũ.
Khi mới thành lập, xã Tây Mỗ có 3 thôn: Tây Mỗ, Phú Thứ và Miêu Nha.
Ngày 27 tháng 12 năm 2013, Chính phủ ban hành Nghị quyết số 132/NQ-CP. Theo đó, thành lập phường Tây Mỗ thuộc quận Nam Từ Liêm trên cơ sở toàn bộ 604,53 ha diện tích tự nhiên và 22.557 người của xã Tây Mỗ.
Ngày 16 tháng 6 năm 2025, Quốc hội Việt Nam đã sắp xếp một phần diện tích tự nhiên, quy mô dân số của phường Đại Mỗ, phường Dương Nội và xã An Khánh, một phần của phường Tây Mỗ cũ sau khi sắp xếp theo quy định tại khoản 36 Điều này thành phường mới có tên gọi là phường Tây Mỗ.